# 1941 en football
Cet article présente les faits marquants de l'année 1941 en football.

## Chronologie
- 20 avril : au Stade Philip à Casablanca, en match amicale, l'équipe du Maroc affronte l'équipe de France, rencontre soldé par un score nul, 1-1.
- 25 mai : les Girondins ASP remportent la Coupe de France face au SC Fives sur le score de 2-0.
- 28 septembre : l'US Marocaine remporte la Supercoupe du Maroc face au US Athlétique sur le score de 2-0.
- 22 octobre : le Wydad AC remporte la compétition amicale Tournoi Aïd Seghir face au USM Rabat-Salé sur le score de 2-1.

## Champions nationaux
- Le Rapid de Vienne est champion d'Allemagne.
- L'Atlético de Madrid est champion d'Espagne.
- Le Bologne FC est champion d'Italie.
- L'US Marocaine est champion du Maroc.

## Naissances
Plus d'informations : Liste d'acteurs du football nés en 1941.
- 11 janvier : Gérson, footballeur brésilien.
- 12 mars : Josip Skoblar, footballeur yougoslave.
- 12 avril : Bobby Moore, footballeur anglais.
- 18 juin : Roger Lemerre, entraîneur français.
- 15 septembre : Flórián Albert, footballeur hongrois.
- 27 novembre : Aimé Jacquet, entraîneur français.
- 25 décembre : Noël Le Graët, président français.
- 31 décembre : Alex Ferguson, entraîneur écossais.

## Décès
- 12 septembre : décès à 47 ans d'Otakar Mazal, international tchécoslovaque devenu entraîneur.